# Awaous lateristriga
Awaous lateristriga är en fiskart som först beskrevs av Duméril, 1861.  Awaous lateristriga ingår i släktet Awaous och familjen smörbultsfiskar. Inga underarter finns listade.